# Pero curuma
Pero curuma là một loài bướm đêm trong họ Geometridae.